# Сиз, Ханс
Ханс Георг Сиз (нем. Hans Georg Sÿz; 15 октября 1891, Аламида, Калифорния — 23 декабря 1954, Цюрих) — швейцарский теннисист. Участник летних Олимпийских игр 1920 и 1924 годов.

## Биография
Ханс Сиз родился 15 октября 1891 года в американском городе Аламида.
В основном играл в теннисных турнирах на Французской Ривьере. В 1924 году выступал в Каннах, Монте-Карло и на юге Франции.
В 1920 году вошёл в состав сборной Швейцарии на летних Олимпийских играх в Антверпене. В одиночном разряде в 1/32 финала проиграл Альберу Ламмену из Бельгии — 3:6, 4:6, 6:3, 5:7. В парном разряде вместе с Арманом Симоном в 1/8 финала уступили Мино Бальби ди Робекко и Чезаре Коломбо из Италии — 3:6, 5:7, 6:3, 4:6.
В 1924 году вошёл в состав сборной Швейцарии на летних Олимпийских играх в Париже. В одиночном разряде в 1/32 финала проиграл Пэту Спенсу из ЮАС — 3:6, 2:6, 5:7. В парном разряде вместе с Пабло Дебраном в 1/16 финала уступили Эрику Тегнеру и Айнеру Ульриху из Дании — 6:3, 0:6, 0:6, 1:6.
Умер 23 декабря 1954 года в швейцарском городе Цюрих.